# Garbatka (ryba)
Garbatka, limka garbatka, limka czarnopręga, molinezja pręgowana (Limia nigrofasciata) – gatunek ryby z rodziny piękniczkowatych (Poeciliidae). Bywa hodowana jako ryba akwariowa. 

## Występowanie
Słodkie i słonawe wody Haiti. 

## Charakterystyka
Charakteryzuje się wygrzbieconym kształtem ciała i wachlarzowatą płetwą grzbietową samców. U starszych samców pojawia się garb. Płetwa grzbietowa samic jest mniejsza i przezroczysta. Średnia długość ciała wynosi 5 cm. Samice są nieco większe od samców.